# Lawful Drug
Lawful Drug (合法ドラッグ Gohō Dorāgū?) es una serie de manga escrita e ilustrada por CLAMP, primeramente publicada durante los años 2000 y 2003 en la revista Shoujo Teikoku y posteriormente en la Asuka Mystery DX, ambas de la editorial Kadokawa Shōten. En 2005, fue licenciada para su publicación en Estados Unidos por Tokyopop, editora que ha publicado los tres primeros volúmenes. Sin embargo, la licencia caducó y Dark Horse Comics adquirió los nuevos derechos de publicación en 2014.
En 2003, el manga fue puesto en hiatus y su publicación se reanudó en 2011, en la revista Young Ace Magazine, también de Kadokawa Shōten, está vez bajo el título de Drug and Drop (ドラッグ＆ドロップ?).
Los cuatro personajes principales del manga aparecen en Clamp in Wonderland 2, siendo la primera vez que Kakei y Saiga son animados. Kazahaya y Rikuo ya habían sido previamente animados durante una breve aparición en el episodio seis del anime xxxHolic, mientras que Kakei lo fue en el episodio trece.

## Argumento
La historia comienza cuando un joven muchacho llamado Kazahaya Kudō se desmaya sobre la nieve en vísperas de Navidad. Es rescatado por Rikuo Himura, quien le lleva a la botica Green Drugstore, lugar donde hace no mucho tiempo él mismo comenzó a vivir y trabajar. Kakei, el dueño de dicha botica, invita a Kazahaya a trabajar y vivir allí, compartiendo piso con Rikuo. En la botica también vive Kakei junto a su pareja, Saiga. Todos en la tienda tienen habilidades sobrenaturales, Kazahaya posee psicometría, es decir, es capaz de ver recuerdos y fragmentos del pasado al entrar en contacto con personas u objetos. Rikuo posee telequinesis, con la que puede romper cosas. Kakei puede ver el futuro y aunque nunca se lo dice a los chicos, había previsto que sus destinos se cruzarían.
A menudo, Kakei les encarga algunos trabajos "especiales" con los que ganar algo más de dinero y en los que sus habilidades sobrenaturales les son de gran utilidad. Estos trabajos incluyen cosas tan extrañas como recuperar un libro perdido, atrapar una luciérnaga invisible o ver el color de una joya en una película en blanco y negro. Kazahaya acepta todos los encargos de Kakei, pues necesita dinero para independizarse ya que ha escapado de su hogar. Rikuo vive en la farmacia porque busca a su hermana que fue secuestrada y Saiga le ayuda en la investigación.

## Personajes

### Principales
Kazahaya Kudō (栩堂 風疾 Kudō Kazahaya?)
 Seiyū: Tetsuya Kakihara (xxxHOLiC)
Kazahaya es el protagonista principal de la historia. Es un muchacho de diecisiete años de edad, quien al comienzo de la serie, se encuentra tumbado en la nieve, aparentemente huyendo de su antiguo hogar y casi congelándose hasta la muerte. Fue encontrado por Rikuo, quien lo llevó consigo a Green Drugstore. Desde entonces, siempre se le ve intentando ganar dinero para así poder vivir solo, la razón principal por la cual acepta los trabajos "extras" ofrecidos por Kakei. 
De pequeño vivió aislado en un templo junto a su hermana gemela, Kei, retenidos por una secta llamada "el barco de la luna". Él y su hermana son descendientes de Kohaku y Shuichiro Kudō, protagonistas de Wish, aunque su relación exacta aún no esta aclarada del todo. Algunos de sus comportamientos y habilidades son similares a los de un gato, incluyendo un mayor sentido del olfato y la vista, demostraciones de agilidad y velocidad, y una tendencia a parecer como un gatito enojado cuando está alterado. Su habilidad es la psicometría, que le permite ver recuerdos y fragmentos que han ocurrido con anterioridad al entrar en contacto con un objeto o persona.
Rikuō Himura (火群 陸王 Himura Rikuō?)
 Seiyū: Atsushi Kakehashi (xxxHOLiC)
Rikuo es el actual compañero de trabajo y compañero de habitación de Kazahaya, así como quien lo encontró tumbado casi muerto en la nieve. También tiene diecisiete años y es mucho más tranquilo que Kazahaya. Rikuo tiene tatuajes en su hombro derecho y espalda que están conectados con su hermana Tsukiko, y si alguna vez desparacieran, esto indicaría que Tsukiko habría fallecido. Una peculiaridad interesante de Rikuo es que le gustan las cosas dulces como el chocolate, algo que se considera inusual y poco masculino en la sociedad japonesa. Junto con Kazahaya, acepta los trabajos de Kakei, pero a diferencia de él, piensa antes de aceptarlos, y a menudo regaña a Kazahaya por sus decisiones precipitadas y su actitud. 
Se la pasa molestando a Kazahaya, pero en el fondo le aprecia. A menudo parece ser frío e insensible, a veces incluso sarcástico, sin embargo, es el que acude al rescate de Kazahaya cuando hay problemas. Él tiene poderes similares a la telequinesis, ya que puede romper cosas como vasos, cerraduras y ramas. Rikuo se encarga a menudo de ordenar y trasladar las cajas pesadas de la farmacia, y esta acción siempre la usa para molestar a Kazahaya, diciendo que es demasiado débil e incapaz de sostener al menos dos cajas pesadas.
Kakei (花蛍?)
Kakei es el dueño de la tienda farmacéutica Green Drugstore. Es una persona muy hermosa y amable, sin embargo, también es muy misterioso y su expresión a menudo cambia rápidamente de gentil y amable a misterioso y tal vez rozando lo peligroso. Es partícipe de las muchas bromas hacia Kazahaya. Les dio alojo tanto a Rikuo como a Kazahaya. Más tarde, se revela que su verdadera identidad es la del arcángel del viento, Hisui, quien aparece en Wish. Dios le dio la misión de cuidar a los descendientes de Shuichiro Kudo y Kohaku debido a que sus destinos están entrelazados. 
Al ser expulsado del cielo por fugarse con el hijo de Satanás, Kokuyō, Kakei parece querer vivir la vida de un humano normal, por lo que adoptó un aspecto más común y abrió la farmacia en un edificio propiedad de la familia Kudo. Kakei es el que envía a los chicos en misiones. Parece saber exactamente cómo saldrán las cosas debido a su poder de precognición, sin embargo este poder no se puede utilizar en alguien más poderoso que él, de ahí sus fracasos para encontrar a Tsukiko para Rikuo.
Saiga (斎峨?)
Saiga es a menudo visto merodeando en Green Drugstore, fumando o tomando una siesta. Es alto, de cabello moreno y corto, y siempre usa lentes de sol. Se la pasa coqueteando con Kakei cuando Rikuo y Kazahaya van a hacer sus trabajos. Es el amante de Kakei y es experto en las áreas "domésticas", como coser y preparar comida. Por las noches trata de encontrar a Tsukiko, la hermana de Rikuo, por lo que duerme de día. Más tarde, se revela que realidad es el demonio Kokuyō, hijo de Satanás y príncipe del infierno.

### Secundarios
Kei Kudō (栩堂 炯 Kudō Kei?)
Kei es la hermana gemela de Kazahaya. Creció junto a él en un templo en la montaña, criados por la secta "el barco de la luna". A diferencia de Kazahaya, Kei puede ver el futuro. De pequeña fue secuestrada del templo durante un mes y acabó asesinando a sus captores. Al volver al templo, Kazahaya observó que se había convertido en una persona desequilibrada, obsesionada con su hermano. La razón por la cual Kazahaya la abandonó aún no ha sido aclarada de todo; su única explicación fue que si hubieran permanecido juntos, uno de los dos habría muerto.
Tsukiko Himura (火群 月湖 Himura Tsukiko?)
Tsukiko es la hermana mayor de Rikuo y también su único pariente vivo de sangre. Cuando los padres de ambos murieron, ella dejó la escuela para conseguir un trabajo y criar a Rikuo. Fue secuestrada por la secta "El Barco de la Luna" por sus poderes de vidente, Rikuo encontró la habitación de su piso bañada en sangre. Aparece en uno de los sueños de Kazahaya y habla con él, lo que sugiere una capacidad de entrar en los sueños. También puede ver el futuro, aunque sólo uno o dos días por delante.
Kimihiro Watanuki (四月一日 君尋 Watanuki Kimihiro?)
Kimihiro es uno de los protagonistas del manga ×××HOLiC. Aquí Watanuki ya es dueño de la tienda y les pide a los chicos hacer un encargo en una misteriosa casa.
Kohaku (琥珀?)
El ángel protagonista de Wish. Despierta después de 100 años pensando que Suichiro ha reencarnado otra vez, pero al darse cuenta de que no es así, se percata de que ha despertado por la influencia de otra persona. Al entablar conversación con Kazahaya, Kohaku se muestra impresionado, y deduce que no es mera coincidencia que ambos se encontrarán, ya que por causa de la presencia de Kazahaya, su sueño fue interrumpido.

## Media

### Manga

#### Lista de volúmenes
| Volumen       | Edición Japonesa | ISBN Japonés      | Edición Española | ISBN Español      |
| ------------- | ---------------- | ----------------- | ---------------- | ----------------- |
| Lawful Drug 1 | 07 de 2001       | 978-4-04-853341-6 | 11 de 2003       | 978-84-8431-870-5 |
| Lawful Drug 2 | 07 de 2002       | 978-4-04-853519-9 | 1 de 2004        | 978-84-8431-906-1 |
| Lawful Drug 3 | 09 de 2003       | 978-4-04-853668-4 | 12 de 2004       | 978-84-96415-33-1 |
| Drug & Drop 1 | 02 de 2013       | 978-4-04-120487-0 |                  |                   |
| Drug & Drop 2 | 10 de 2013       | 978-4-04-120872-4 |                  |                   |